# Biała (Kalisz)
Pour les articles homonymes, voir Biała.
Biała est une localité polonaise de la gmina de Godziesze Wielkie, située dans le powiat de Kalisz en voïvodie de Grande-Pologne.